# Orijana
Orijana je žensko osebno ime.

## Izvor imena
Ime Orijana je izpeljano iz imena Orjana.

## Pogostost imena
Po podatkih Statističnega urada Republike Slovenije je bilo na dan 31. decembra 2007 v Sloveniji 23 oseb z imenom Orijana.